# ستيلا (عملة الولايات المتحدة)
عملة أربع دولارات أو رسميًا أيضًا ستيلا هي عملة معدنية أمريكية قيمتها أربع دولارات. سكت العملة بمعايير الاتحاد النقدي اللاتيني استعدادًا لاحتمال انضمام الولايات المتحدة إلى الاتحاد.يوجد تصميمان من العملة: الحرية شعرها مفرود صممه تشارلز إي باربر، وبشعر ملفوف صممه جورج تي مورغان. التصميم الأول هو الأكثر شيوعًا. على أنها عملة مصدرة لاختبار إقبال الجمهور، مثل دولار غوبريشت فإن العديد من الكتالوجات تدرجها كعملة عادية.

## التاريخ
ستيلا هي عملة أصدرت لاستكشاف إمكانية الانضمام إلى الاتحاد النقدي اللاتيني (LMU) أصدرت هذه العملة في عامي 1879 و1880 بناءً على طلب جون أ. كاسون الرئيس السابق للجنة مجلس النواب الأمريكي المعنية بالعملة والأوزان والمقاييس. كان من المفترض أن تتطابق كمية معادن عملة ستيلا مع معايير قطعة الذهب لدى الاتحاد النقدي اللاتيني مثل عملة نابليون. ولكن لم تكن العملة مطابقة للمعايير تمامًا: كان الوزن الإجمالي للعملة 7 جرام (بدلاً من 6.45 جرام) وكان الذهب الخالص 6 جرام (بدلاً من 5.81 جرام).
يوجد تصميمين مختلفين للوجه: أحدهما بشعر مفرود؛ والآخر شعر مربوط. كلاهما عليه النقش: ★6★ G ★.3★ S ★.7★ C ★7★ G ★ R ★ A ★ M ★ S ★ والتاريخ. وعلىى الظهر نجمة ونقش ONE STELLA و400 سنت وعلى الحافة UNITED STATES OF AMERICA وFOUR DOL وE PLURIBUS UNUM وDEO EST GLORIA.

ألغيت العملة وبعد رفض الكونغرس الانضمام إلى الاتحاد النقدي اللاتيني، وذلك بعد سك بعض الأمثلة وبيعها على بعض أعضاء الكونجرس بتكلفة الإصدار. سكت 425 قطعة من ستيلا فقط. أندرها عملات عام 1880 البالغة 25 معروفة.

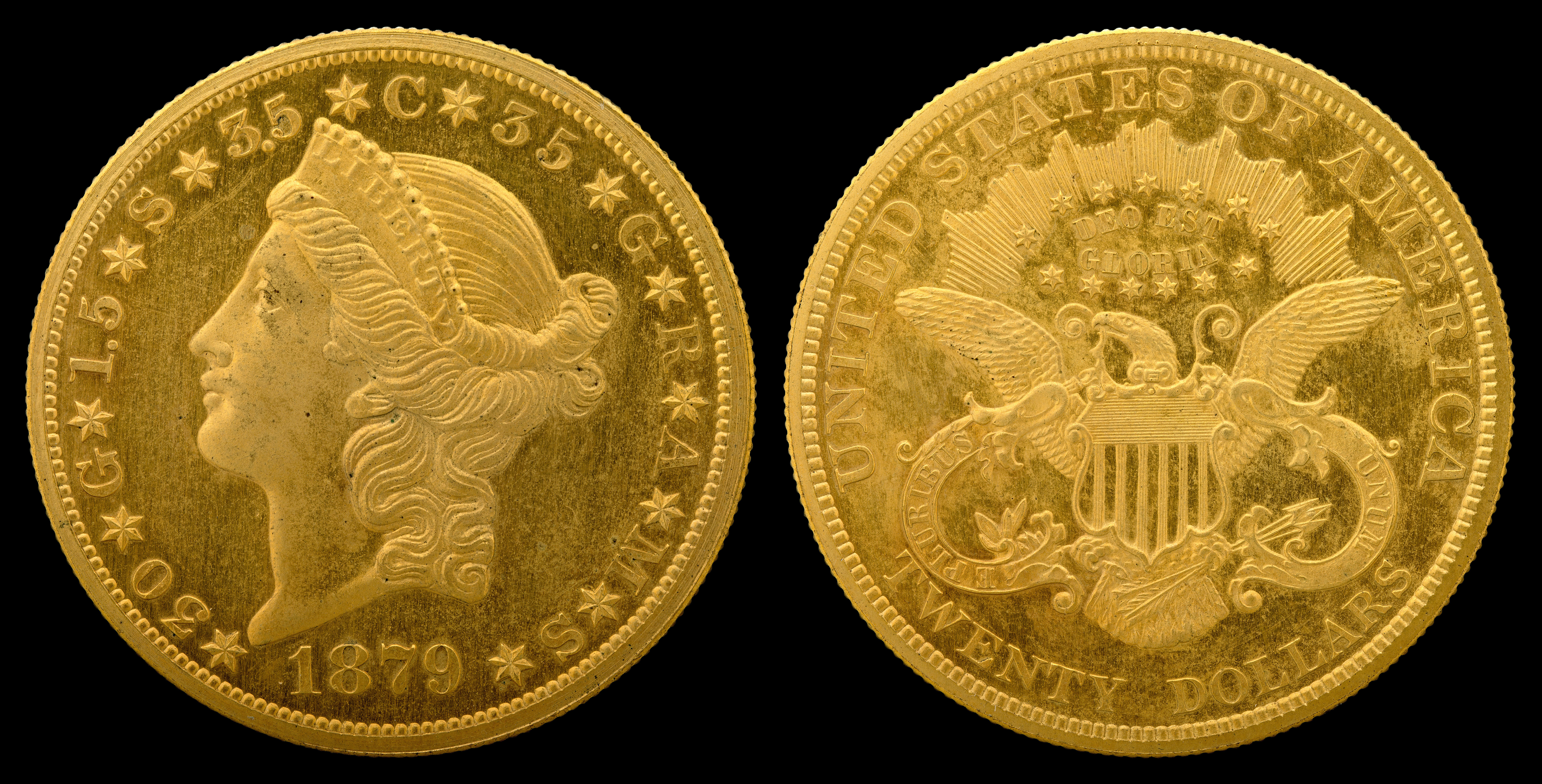
ستيلا من عام 1879

## روابط خارجية
- Stella Pattern images and historical information.